# Valverdejo
Valverdejo é um município da Espanha na província de Cuenca, comunidade autónoma de Castilla-La Mancha, de área 32,49 km² com população de 129 habitantes (2004) e densidade populacional de 3,97 hab/km².

## Demografia
| Variação demográfica do município entre 1991 e 2004 | Variação demográfica do município entre 1991 e 2004 | Variação demográfica do município entre 1991 e 2004 | Variação demográfica do município entre 1991 e 2004 |
| --------------------------------------------------- | --------------------------------------------------- | --------------------------------------------------- | --------------------------------------------------- |
| 1991                                                | 1996                                                | 2001                                                | 2004                                                |
| 163                                                 | 154                                                 | 159                                                 | 129                                                 |